# Clayton College of Natural Health
Clayton College of Natural Health era uma instituição de ensino não-credenciada americana à distância, da faculdade de saúde natural baseada em Birmingham, no Alabama, que oferecia aulas sobre saúde natural. 